# コッレジョーヴェ
コッレジョーヴェ（伊: Collegiove）は、イタリア共和国ラツィオ州リエーティ県にある、人口約120人の基礎自治体（コムーネ）。

## 地理

### 位置・広がり
リエーティ県南部のコムーネ。県都リエーティから南南東へ30kmの距離にある。

#### 隣接コムーネ
隣接するコムーネは以下の通り。
- アスクレーア
- コッラルト・サビーノ
- マルチェテッリ
- パガーニコ・サビーノ
- ポッツァーリア・サビーナ
- トゥラーニア

### 気候分類・地震分類
コッレジョーヴェにおけるイタリアの気候分類 (it) および度日は、zona F, 3187 GGである。
また、イタリアの地震リスク階級 (it) では、zona 2B (sismicità media) に分類される。